# Liste der Monuments historiques in Allemanche-Launay-et-Soyer
Die Liste der Monuments historiques in Allemanche-Launay-et-Soyer führt die Monuments historiques in der französischen Gemeinde Allemanche-Launay-et-Soyer auf.

## Liste der Objekte
| Bezeichnung                        | Beschreibung                          | Standort                                  | Kennzeichnung | Schutzstatus | Datum | Bild |
| ---------------------------------- | ------------------------------------- | ----------------------------------------- | ------------- | ------------ | ----- | ---- |
| Skulptur Madonna mit Kind (1)      | Holz, 16. Jahrhundert                 | Allemanche, in der Kirche St-Denis (Lage) | PM51003282    | Inscrit      | 1991  |      |
| Skulptur Heilige Margaretha        | Holz, farbig gefasst, 16. Jahrhundert | Allemanche, in der Kirche St-Denis (Lage) | PM51003284    | Inscrit      | 1991  |      |
| Skulptur Heilige Barbara           | Holz, farbig gefasst, 16. Jahrhundert | Allemanche, in der Kirche St-Denis (Lage) | PM51003285    | Inscrit      | 1991  |      |
| Skulptur Madonna mit Kind (2)      | Holz, farbig gefasst, 16. Jahrhundert | Allemanche, in der Kirche St-Denis (Lage) | PM51003283    | Inscrit      | 1991  |      |
| Skulptur Madonna mit Kind (3)      | Stein, 16. Jahrhundert                | Allemanche, in der Kirche St-Denis (Lage) | PM51002726    | Inscrit      | 1978  |      |
| Glocke                             | Bronze, 1570 gegossen                 | Allemanche, in der Kirche St-Denis (Lage) | PM51003763    | Classé       | 1994  |      |
| Skulptur Heiliger Dionysius        | Stein, 15. Jahrhundert                | Allemanche, in der Kirche St-Denis (Lage) | PM51002725    | Inscrit      | 1978  |      |
| Retabel Abendmahl                  | Stein, farbig gefast, 16. Jahrhundert | Allemanche, in der Kirche St-Denis (Lage) | PM51002724    | Inscrit      | 1978  |      |
| Skulptur Madonna mit Kind und Ente | Holz, farbig gefasst, 16. Jahrhundert | Allemanche, in der Kirche St-Denis (Lage) | PM51003281    | Inscrit      | 1991  |      |
| Bank des Gemeindevorstands         | Holz, 17. Jahrhundert                 | Allemanche, in der Kirche St-Denis (Lage) | PM51003286    | Inscrit      | 1991  |      |
| Chorschranke                       | Holz, 16. Jahrhundert                 | Allemanche, in der Kirche St-Denis (Lage) | PM51000002    | Classé       | 1979  |      |